# Дацюк Юрій Якович
Юрій Якович Дацюк (20 липня 1940, село Угринів, тепер Сокальського району Львівської області, Україна — 11 березня 1996, місто Дрогобич) — дрогобицький політичний діяч. Міський голова Дрогобича у червні 1994 — березні 1996 року.

## Життєпис
Народився у родині селян, які в 40-х роках змушені були покинути рідне село і перебратися на Волинь, а потім у місто Кам'янку-Бузьку.
У 1957 році закінчив восьмирічну Кам'янко-Бузьку школу № 1, а у 1960 році — Дрогобицький механічний технікум. У 1960 році працював електромонтером Дрогобицького долотного заводу.
У 1960—1963 роках — служба у Радянській армії. Член КПРС з 1962 року
З 1963 року — електромонтер, майстер, начальник енергетичного цеху, з грудня 1969 по лютий 1973 року — голова заводського профспілкового комітету Дрогобицького долотного заводу.
У 1972 році закінчив Львівський політехнічний інститут, здобув спеціальність інженера-електрика.
У лютому 1973 — лютому 1976 року — голова Дрогобицької міської ради професійних спілок.
У січні 1976 — березні 1987 року — завідувач промислово-транспортного відділу Дрогобицького міського комітету КПУ.
У березні 1987 — квітні 1990 року — голова виконавчого комітету Дрогобицької міської ради народних депутатів.
У лютому 1991 — липні 1994 року — 1-й заступник голови виконавчого комітету Дрогобицької міської ради.
У липні 1994 — 11 березня 1996 року — голова Дрогобицької міської ради.
Одружений. Двоє синів.

## Нагороди
- медаль «За трудову доблесть»
- медаль «Ветеран праці»
- Ленінська ювілейна медаль